# Брянський хімічний завод
Брянський хімічний завод (рос. Брянский химический завод имени 50-летия СССР) — підприємство хімічної промисловості, розташоване поблизу міста Сєльцо у Брянській області. Спеціалізується на виробництві промислових вибухових речовин та спорядженні, збиранні і ремонту різних боєприпасів.

## Історія
Рішення про будівництво заводу в селищі Сєльцо було прийнято у 1935 році, а вже у 1939 році завод дав першу продукцію: це були 122 і 152 мм осколково-фугасні снаряди та 305 мм снаряди берегової артилерії. У жовтні 1944 року було розпочато серійний випуск реактивних снарядів М-8, М-13, М-31.
У серпні 1941 завод було евакуйовано у Челябінську область і в короткі терміни налагоджено виробництво продукції.
Після війни завод займався виробництвом реактивних глибинних бомб, різних реактивних стартових та маршових двигунів, вийшов на позиції лідера галузі у виробництві РСЗВ, зокрема став провідним з випуску РСЗВ БМ-21 «Град»..
У роки Перебудови Брянський хімічний завод займався утилізацією різних видів боєприпасів.

### Російське вторгнення в Україну
12 грудня 2023 завод потрапив у список організацій на які накладено санкції через російсько-українську війну, в санкційний список також потрапив і Генеральний директор заводу, Тюлєнєв Юрій Васильович
16 січня 2023 завод відвідала делегація на чолі з Головою колегії Військово-промислової комісії Російської Федерації, віцепрем'єром Денисом Мантуровим, яка інспектувала брянські заводи, які виробляють військову продукцію, у тому числі ту, яка безпосередньо прямує на потреби російсько-української війни.
5 квітня 2024 внаслідок атаки безпілотних літальних апаратів на заводі сталася пожежа.